# Кулеватово
Кулеватово — село в Сосновском районе Тамбовской области России. Административный центр Кулеватовского сельсовета.

## География
Село расположено в пределах Окско-Донской равнины, в южной части района, на слиянии двух рек Челновая и Цна.
Расстояние до районного центра Сосновки по автомобильной дороге 23 км, до областного центра Тамбова 54 км.
Климат
Село находится, как и весь район, в умеренном климатическом поясе, и входит в состав континентальной климатической области Восточно-Европейской равнины. В среднем в год выпадает от 350 до 450 мм осадков. Весной, летом и осенью преобладают западные и южные ветра, зимой — северные и северо-восточные. Средняя скорость ветра 4-5 м/с.

## История
Впервые Кулеватово описано в писцовых книгах Чеботова в 1621 году. В. Кропоткиным в 1678 году: «В той же деревне солдаты служат по Танбовскому валу и по Танбовским крепостям, а живут с отцы и с братьями в одних дворах: Васька Сидоров, сын Тимошин… И всего в деревне Кулеватово 64 двора, людей в них… 191 человек мужского полу».
В документах первой ревизской сказки 1719—1722 годов указано, что в Кулеватове проживали в то время дворцовые крестьяне. В конце XVIII века, Кулеватово было пожаловано в дар графу Давыдову, и с этого времени крестьяне стали крепостными.
В 1826 году на средства помещика Федора Андреевича Давыдова была построена каменная Спасская церковь, которая имела тёплую трапезную часть.
В 1862 году в селе насчитывалось 35 дворов с населением 619 человек (мужчин — 301, женщин — 318). Имелась церковь, больница, завод тонкорунных овец и мельница.
В сведениях 1880 года именуется как Кулеватово (Серкино).
В епархиальных сведениях 1911 года сообщается, что в селе насчитывалось 250 дворов с населением 1737 человек (мужчин — 870, женщин — 867).
Занятие жителей — земледелие и отхожий промысел (работа на Донецких каменноугольных копях). Крестьяне имели по 1 ½ десятин земли на душу в 3 полях.
В приходе была экономия г.г. Давыдовых, довольно значительная, расположенная вблизи церкви. Школ две — церковно-приходская и земская, одноклассные. Есть церковно-приходское попечительство.
По данным адрес-календаря на 1911 год надельной земли было 1289 десятин, купленной 362 десятины. В том числе леса 5 десятин. Владение землёй общинное.
В то время существовало Кулеватовское лесничество. Его заведующим был лесной ревизор, надворный советник Константин Федорович Фаддеев.
В 1914 году в селе проживало 1792 человека (мужчин — 900, женщин — 892). Земли было также 1289 десятин.
С октября 1917 власть в Кулеватово находилась у Народной думы. Её возглавлял священник Семен Преображенский. Совместно с ним действовал отъясский эсер Ефим Меркулов. Весной 1918 года вернувшиеся в село фронтовики под руководством коммуниста балтийского матроса Михаила Федоровича Дьякова ликвидировали Народную думу. В Кулеватово был создан комитет бедноты, в который вошли Петр Григорьевич Митин, Григорий Яковлевич Бухтин и Александр Васильевич Козлов.
В ноябре 1918 года в селе произошёл кулацко-эсеровский мятеж. Повстанцы схватили комбедовцев Бухтина и Козлова и, избив, посадили в арестантскую бывшего волостного управления. Однако сам председатель П. Г. Митин сумел убежать и добраться до Отъясс, куда уже прибыл красноармейский отряд из Моршанска. После нескольких выстрелов из орудия мятежники разбежались. В Кулеватово был создан волисполком, который возглавил Иона Андреевич Дьяков и Константин Артемович Романов. Однако, в январе 1921 года его деятельность временно прервалась, когда в селе хозяйничали антоновцы.
В 1928 году в Кулеватово создаются два товарищества по совместной обработке земли — «Путь к социализму» и «Восход». Через два года создаётся колхоз имени К. Е. Ворошилова. Первым его председателем был Роман Иванович Шестаков. Позднее этот колхоз, объединившись с другими («Трудовик» и «Победа») стал называться «Маяк». Он охватил территорию Кулеватово, Семикино, Перкино и Красного Хутора.

## Население
| 2010 |
| ---- |
| 1918 |

### Историческая численность населения
К 1880 году насчитывалось 157 дворов и 1166 человек.
По данным переписи населения 1897 года в селе проживало 1353 человека (мужчин — 602, женщин — 751).
В 1910 году в Кулеватово было 246 домохозяйств, а земли — 1289 десятин. К 1911 году в Кулеватово насчитывался 251 двор с населением 1780 человек (мужчин — 898, женщин — 882).
По данным переписи 1926 года в Кулеватово имелось 345 хозяйств с населением 1957 человек (мужчин — 879, женщин — 1078).
По спискам сельхозналога на 1928-29 гг. в селе было 384 хозяйства с населением 2268 человек.
В 1939 году в Кулеватово проживало 1662 человека.

## Известные уроженцы, жители
В имении Кулеватово в семье дяди по матери Фёдора Андреевича Давыдова (1760—1837) воспитывался Иосиф Романович Грузинов (1812/1813, Тамбов — 1860, Москва) — русский писатель.

## Инфраструктура
В Кулеватово (официально в пос. Рабочий) находится исправительная колония общего режима № 4.
По состоянию на 1981 год в селе находились средняя школа, 5 магазинов, два Дома культуры и библиотека.

## Транспорт
Село доступно автотранспортом. Проходит автодорога 68Н-040 Тамбов-Шацк.